# Evangelisch-reformierte Kirche (Landeskirche)

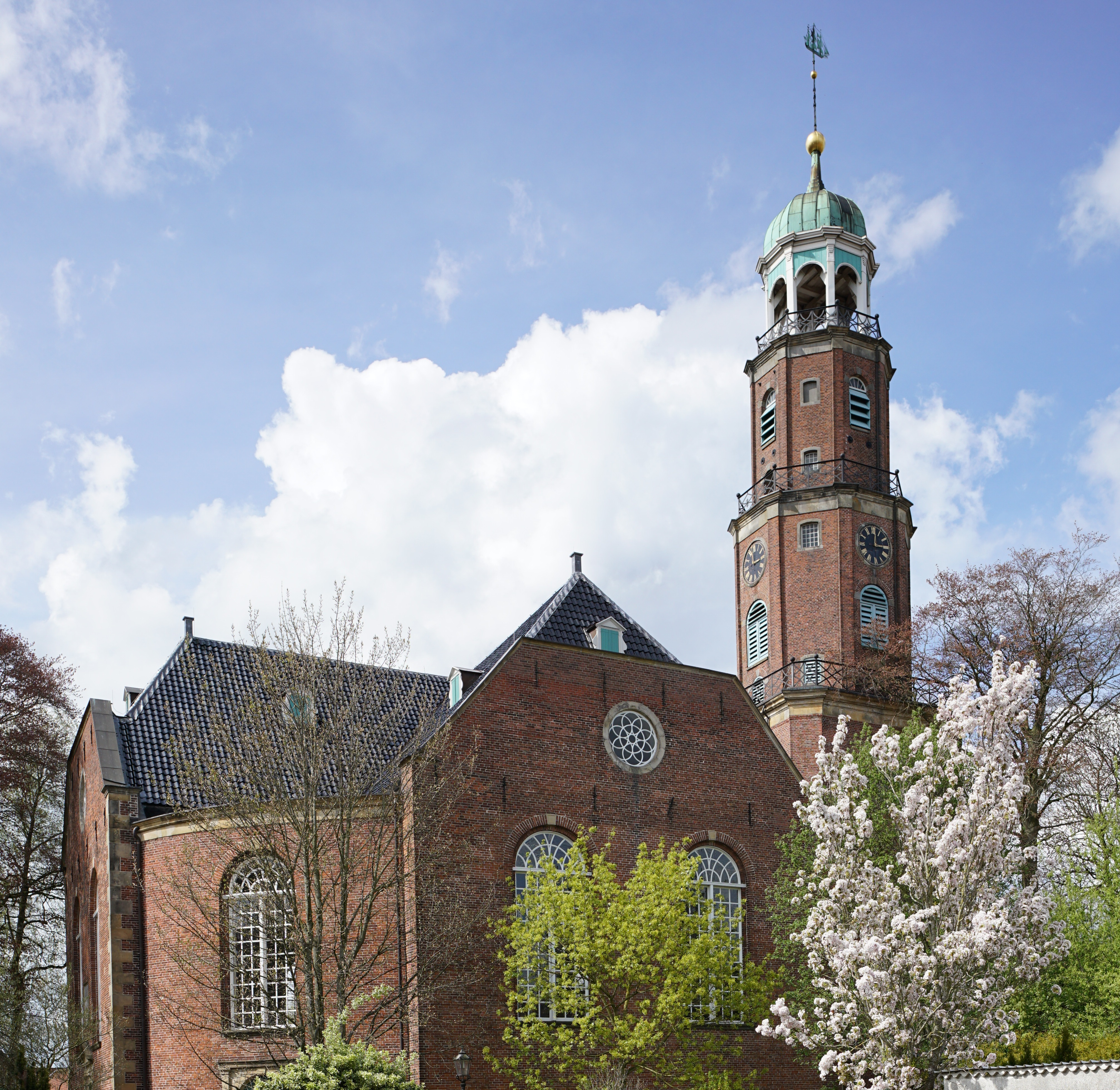
Die Große Kirche in Leer

Die Evangelisch-reformierte Kirche ist eine von 20 Gliedkirchen (Landeskirchen) der Evangelischen Kirche in Deutschland (EKD). Wie alle Landeskirchen ist sie eine Körperschaft des öffentlichen Rechts. Sie hat ihren Sitz in Leer (Ostfriesland).
Die Kirche hat 155.000 Gemeindeglieder in 137 Kirchengemeinden (31. Dezember 2023) und ist eine von zwei reformierten Kirchen innerhalb der EKD. Sie gehört auch zur Konföderation evangelischer Kirchen in Niedersachsen und trat 2003 der Union Evangelischer Kirchen bei. Darüber hinaus ist sie Mitglied des Reformierten Bundes, der Gemeinschaft Evangelischer Kirchen in Europa und der Weltgemeinschaft Reformierter Kirchen.

## Gebiet der Landeskirche
Die Evangelisch-reformierte Kirche ist die einzige Landeskirche der EKD, die kein geschlossenes Gebiet aufzuweisen hat.
Dies ist in der Geschichte der reformierten Gemeinden in Deutschland begründet, die eine Minderheit unter den protestantischen Gemeinden in Deutschland ausmachen. Reformierte Gemeinden entstanden meist von der Basis her oder wurden nur in kleineren Herrschaften eingeführt. Die Einzelgemeinden waren oft über eine längere Zeit nahezu vollständig autonom. Sie schlossen sich – wenn überhaupt – erst sehr spät zu übergeordneten Verbünden oder Kirchen zusammen. Eine Ausnahme bilden hier die Gemeinden der reformierten Lippischen Landeskirche, die seit der Einführung des reformierten Bekenntnisses in Lippe eine gemeinsame Landeskirche bilden.
Die reformierten Gemeinden in der Grafschaft Bentheim und Ostfriesland pflegten lange enge Verbindungen zu den Niederlanden, die gewissermaßen als Schutzmacht der Reformierten beispielsweise gegenüber dem Hochstift Münster fungierten.
Die reformierten Gemeinden, die 1817 zu Preußen gehörten, schlossen sich auf Anordnung des Königs der Union von lutherischen und reformierten Gemeinden (Preußische Kirchenunion) an. So gehören z. B. viele reformierte Gemeinden im heutigen Nordrhein-Westfalen aufgrund der seinerzeitigen Union zu den jeweiligen Landeskirchen und nicht zur Evangelisch-reformierten Kirche. Uniert sind die Evangelische Landeskirche Anhalts, Evangelische Landeskirche in Baden, die Evangelische Kirche Berlin-Brandenburg-schlesische Oberlausitz, die Bremische Evangelische Kirche, die Evangelische Kirche in Hessen und Nassau, die Evangelische Kirche von Kurhessen-Waldeck, die Evangelische Kirche in Mitteldeutschland, die Evangelische Kirche der Pfalz (Protestantische Landeskirche), die Evangelische Kirche im Rheinland und die Evangelische Kirche von Westfalen. So liegen fast alle traditionell reformierten Teile Deutschlands im Gebiet einer unierten Landeskirche. Die einzigen Ausnahmen sind das frühere Land Lippe mit seiner (überwiegend) reformierten Landeskirche sowie der nordwestliche Teil von Deutschland. In Bayern gibt es nur zwei traditionell reformierte Gemeinden; die meisten der heutigen Gemeinden entstanden durch Zuwanderung seit dem 17. Jahrhundert (vornehmlich hugenottische Einwanderer).
Ab 1834 trennte sich unter Einfluss des niederländischen Predigers Hendrik de Cock in der Grafschaft Bentheim und in Ostfriesland die Evangelisch-altreformierte Kirche in Niedersachsen ab. Vor allem im Bentheimer Land gewannen Anhänger der Theologie des Elberfelder Theologen Hermann Friedrich Kohlbrügge von der Mitte des 19. bis zur Mitte des 20. Jahrhunderts beherrschenden Einfluss.
Die meisten reformierten Gemeinden, die heute zur Evangelisch-reformierten Kirche gehören, befinden sich im westlichen Niedersachsen (Landkreise Grafschaft Bentheim, Leer und im westlichen Teil des Landkreises Aurich); weitere verteilen sich auf das restliche Niedersachsen und auf Bayern. Ferner gehören einzelne Gemeinden in den Ländern Baden-Württemberg (Stuttgart), Bremen (Rekum, Bremerhaven), Hamburg, Mecklenburg-Vorpommern (Bützow), Sachsen (Chemnitz-Zwickau, Leipzig) und Schleswig-Holstein (Lübeck) zur reformierten Landeskirche. In der Regel gibt es am selben Ort auch Gemeinden, die zur regionalen lutherischen oder unierten Landeskirche gehören. Daneben gibt es in Deutschland auch reformierte Einzelgemeinden, die nicht zur Evangelisch-reformierten Kirche gehören. Sie sind in der Regel jedoch – wie die Evangelisch-reformierte Kirche selbst auch – Mitglieder des Reformierten Bundes, des Dachverbandes nahezu aller reformierten Gemeinden in Deutschland.

## Geschichte
Die reformierten Gemeinden der heutigen Evangelisch-reformierten Kirche haben eine sehr unterschiedliche Geschichte und Tradition. Sie alle zu beschreiben, würde den Rahmen dieses Artikels sprengen, weil auf jede der rund 140 Kirchengemeinden näher einzugehen wäre.
Die meisten Gemeinden gehörten im 19. Jahrhundert zum Königreich Hannover, das 1866 eine preußische Provinz wurde. Im Einzelnen gehörten die reformierten Gemeinden der Provinz Hannover zu folgenden früheren Herrschaftsgebieten:
- Fürstentum Ostfriesland
- Grafschaft Bentheim
- Niedergrafschaft Lingen und Stadt Papenburg
- Herzogtum Bremen
- Grafschaft Plesse

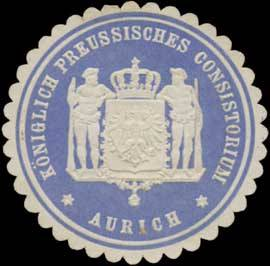
Consistorium Aurich – Siegelmarke

Für all diese Gemeinden der Provinz Hannover wurde 1882 eine gemeinsame Synodalordnung erlassen und durch Verfügung des Königs von Preußen in Aurich eine Kirchenbehörde mit kollegialer Verfassung, das Konsistorium, gebildet. Damit war die Evangelisch-reformirte Kirche der Provinz Hannover entstanden. Das Konsistorium in Aurich war zugleich auch Provinzialkonsistorium für die Kirchengemeinden der lutherischen Landeskirche im Nordwesten der Provinz Hannover. In den alten preußischen Provinzen hatte man 1817 eine Union zwischen lutherischen und reformierten Gemeinden durchgeführt. Dies ließ sich in der Provinz Hannover jedoch nicht realisieren.
In die „Evangelisch-reformirte Kirche der Provinz Hannover“ wurden zunächst die reformierten Gemeinden in Hannover, Altona, Hann. Münden, Göttingen, Celle, Bückeburg-Stadthagen und Braunschweig nicht aufgenommen. Diese bildeten seit dem 18. Jahrhundert die Niedersächsische Konföderation, eine besondere Vereinigung reformierter Gemeinden, die vor allem aus der hugenottischen Tradition stammen. Die meisten dieser Gemeinden traten aber später doch noch der Evangelisch-reformierten Kirche bei. Andere bildeten hingegen ab 1928 gemeinsam mit der Evangelisch-reformierten Gemeinde Göttingen und der reformierten Kirche Bayerns den Bund Evangelisch-reformierter Kirchen Deutschlands. Doch trat die reformierte Kirche Bayerns 1989 aus dem Bund wieder aus und schloss sich der Evangelisch-reformierten Kirche an (siehe unten).
Bereits seit 1866 gab es innerhalb der Provinz Hannover ein (lutherisches) Landeskonsistorium in Hannover. Die fünf zuvor schon bestehenden Provinzkonsistorien (darunter Aurich) wurden jedoch zunächst noch weiter geführt. Bis 1904 wurden alle, außer jenem in Aurich, aufgehoben. Dies lag an der Besonderheit der seit 1766 allmählich entwickelten Parität (reformiert und lutherisch) dieser Verwaltungsbehörde in Aurich.
Oberhaupt der Hannoverschen Provinzialkirchen, also sowohl der lutherischen als auch der reformieren Kirche, war der König von Preußen als summus episcopus. Die geistliche Leitung der reformierten Kirche oblag dem Superintendenten in Aurich.
Nach Gründung der Evangelisch-reformierten Kirche der Provinz Hannover 1882 wurden weitere Gemeinden aufgenommen, und zwar 1886 die unierte Kirchengemeinde Freren/Emsland und 1901 die evangelisch-reformierte Gemeinde Hannovers. Ferner entstanden in jenen Jahren auch neue reformierte Gemeinden, u. a. in Hameln und Hildesheim.
Nach dem Ersten Weltkrieg (Wegfall des Landesherrlichen Kirchenregiments/Summepiskopats) wurden beide Landeskirchen der Provinz Hannover selbständig, indem sie 1922 eigene Verfassungen erhielten. Das paritätisch besetzte Konsistorium in Aurich wurde in ein reformiertes Konsistorium umgewandelt und das Landeskonsistorium in Hannover wurde nunmehr für alle lutherischen Gemeinden innerhalb der Provinz Hannover zuständig. Die von Aurich aus verwaltete Kirche nannte sich nunmehr Evangelisch-reformierte Landeskirche der Provinz Hannover. Das Konsistorium in Aurich wurde zum „Landeskirchenrat“. Die Verfassung der Kirche trat jedoch erst 1925 endgültig in Kraft.
In der Folgezeit wurden weitere Gemeinden in die Kirche aufgenommen: Bereits 1923 traten die reformierten Gemeinden Altona, Celle und Hannoversch-Münden der Kirche bei, 1927 folgte die reformierte Gemeinde Lübeck und 1937 die reformierten Gemeinden in Rinteln und Möllenbeck, die zuvor zur Evangelischen Landeskirche von Kurhessen-Waldeck gehört hatten. Das Gebiet der Landeskirche reichte nunmehr erstmals über die Grenzen der Provinz Hannover hinaus.
Obwohl Hannover zu den sogenannten „intakten Landeskirchen“ während der NS-Zeit zählte, gab es ein heftiges Ringen innerhalb der Kirche um den rechten Kurs gegenüber dem NS-Staat, der von der Masse der Kirchenglieder 1933 begrüßt wurde. Auch traten 1933 viele reformierte Pastoren den nationalsozialistischen Deutschen Christen (DC) bei. Die meisten verließen diese indes nach der Berliner Sportpalast-Kundgebung der DC im November 1933, auf der das Alte Testament als jüdische Schrift verworfen wurde. In der Folgezeit kam es zu heftigen Auseinandersetzungen innerhalb der Kirche zwischen den Anhängern der DC, dem staatsnahen und beschwichtigenden Kurs der Auricher Kirchenleitung und den Bekenntnispastoren, unter denen Friedrich Middendorff aus Schüttorf, Reinhard Smidt aus Hameln und Hermann Steen aus Holthusen hervorzuheben sind. Erst seit wenigen Jahren werden verstärkt Forschungen zur Haltung der reformierten Kirche zum Nationalsozialismus unternommen, mit teilweise bemerkenswerten neuen Ergebnissen (z. B. Weßels 2002; Herrenbrück 2006; Lekebusch 2006; Lensing 2008/2009).
Ab 1949, infolge des Aufgehens der Provinz Hannover in Niedersachsen und der damaligen Verbreitung der Mitgliedsgemeinden, nannte sich die Landeskirche, den neuen Verhältnissen entsprechend, Evangelisch-reformierte Kirche in Nordwestdeutschland. Sie wurde Gründungsmitglied der Evangelischen Kirche in Deutschland (EKD).
Im Jahr 1951 schloss sich die Stuttgarter reformierte Gemeinde an, die vorher zeitweise zur Evangelischen Landeskirche in Württemberg gehört hatte. In den 1950er Jahren zog die Kirchenleitung wegen der besseren Verkehrsanbindung (Bahnanschluss) von Aurich nach Leer (Ostfriesland) um. 1959 gab sich die Evangelisch-reformierte Kirche in Nordwestdeutschland eine neue Verfassung, die inhaltlich aber im Wesentlichen die alte Verfassung von 1922 bestätigte.
1969 wurde innerhalb der evangelisch-reformierten Kirche mit der Verabschiedung eines Pastorinnengesetzes die Beschäftigung von Frauen in einem vollen Pfarramt möglich. Erste Pastorin einer Gemeinde innerhalb der evangelisch-reformierten Kirche war Ingrid Meyer-Runkel.
1971 schloss sich die Evangelisch-reformierte Kirche der neu gegründeten Konföderation evangelischer Kirchen in Niedersachsen an.
1989 erfolgte schließlich die wohl größte äußerliche Änderung der Landeskirche. Es schloss sich ihr die Evangelisch-reformierte Kirche in Bayern an und die vergrößerte Kirche nannte sich ab 1. Februar 1989 Evangelisch-reformierte Kirche – Synode evangelisch-reformierter Kirchen in Bayern und Nordwestdeutschland. Zur gleichen Zeit wurde auch die Verfassung der Kirche erneuert. Aus dem „Landeskirchentag“ wurde die „Gesamtsynode“ mit dem „Präses der Gesamtsynode“ an der Spitze (bisher „Kirchenpräsident“). Aus dem „Landeskirchenvorstand“ wurde das „Moderamen der Gesamtsynode“, und aus dem „Landeskirchenausschuss“ wurde der „Synodalvorstand“.
Im Zuge der Deutschen Wiedervereinigung 1990 traten 1993 auch die reformierten Gemeinden in Bützow (Mecklenburg) und Leipzig mit der inzwischen gegründeten Filialgemeinde Chemnitz der Evangelisch-reformierten Kirche bei. Ein Jahr später, 1994, wurde Chemnitz-Zwickau eine selbständige Gemeinde. 1996 trat die Wallonisch-Niederländische Gemeinde Hanau der Evangelisch-reformierten Kirche bei. Sie gehörte ebenso wie die Gemeinden Leipzig, Chemnitz-Zwickau und Stuttgart mit allen bayerischen Gemeinden zum Synodalverband XI, trat 2008 aber wieder aus der Landeskirche aus.
Im Dezember 2006 unterzeichnete die reformierte Landeskirche nach 170 Jahren der Kirchenspaltung mit der Evangelisch-altreformierten Kirche im Kloster Frenswegen bei Nordhorn einen kirchenhistorisch bedeutsamen Kooperationsvertrag. Seit Ende 2009 bezeichnet sich die Landeskirche offiziell als „Evangelisch-reformierte Kirche“. Der Zusatz Synode evangelisch-reformierter Kirchen in Bayern und Nordwestdeutschland ist entfallen. Eine Vereinigung der Landeskirchen in Niedersachsen ist wiederholt ins Gespräch gebracht worden.
Im Jahr 2012 traten die Evangelisch-reformierte Kirche in Hamburg und die Evangelisch-reformierte Gemeinde Braunschweig der Landeskirche bei. Ein Jahr später folgte die Gemeinde in Göttingen.
Die Ordination von Frauen zum Pfarramt ist wie in allen Gliedkirchen der EKD möglich. Die Trauung gleichgeschlechtlicher Paare ist mit Zustimmung der jeweiligen Gemeinde möglich. 2017 hat die Gesamtsynode einer liturgischen Trauordnung zugestimmt, die für alle Eheschließungen gültig ist.
Die Evangelisch-reformierte Kirche steht angesichts fortschreitender Mitgliederverluste vor massiven Problemen. In den ersten Jahrzehnten des 21. Jahrhunderts ist die Zahl der Kirchenmitglieder kontinuierlich zurückgegangen. Nachdem es bis einschließlich 2013 jährlich unter 900 Kirchenaustritte gegeben hatte, hat sich diese Zahl bis 2021 auf knapp 1.800 etwa verdoppelt. Zum Jahresende 2021 gehörten der Evangelisch-reformierten Kirche 162.445 Mitglieder an.

## Aufbau der Landeskirche
An der Basis stehen die Kirchengemeinden als Körperschaften des öffentlichen Rechts mit gewählten Kirchenvorständen, dem Kirchenrat bzw. Presbyterium, die zusammen mit den Pfarrern die Gemeinde leiten. Die Mitglieder des Kirchenrats bzw. Presbyteriums nennt man Kirchenälteste bzw. Presbyter. Sie werden von den Gemeindegliedern gewählt.
Mehrere Kirchengemeinden bilden zusammen einen Synodalverband, der einem Kirchenkreis in anderen Landeskirchen vergleichbar ist. Dieser hat eine gewählte Synodalverbandssynode und ein Moderamen als Leitungsgremium, dem ein Präses vorsteht. Die Synodalverbände sind ebenfalls Körperschaften des öffentlichen Rechts. Die neun Synodalverbände bilden die Landeskirche.

## Synodalverbände mit ihren Kirchengemeinden
Sofern nicht anders angegeben, heißen die Kirchengemeinden immer „Evangelisch-reformierte Gemeinde …“
Synodalverband nördliches OstfrieslandAurich, Bedekaspel, Borkum, Borssum, Campen-Hamswehrum-Upleward, Canhusen, Canum-Freepsum-Woltzeten, Emden, Cirkwehrum, Eilsum, Gandersum, Greetsiel, Grimersum, Groothusen, Groß Midlum, Hinte, Jarßum, Jennelt, Larrelt, Leybucht, Logumer Vorwerk, Loppersum, Lütetsburg-Norden, Manslagt, Oldersum, Pilsum, Rorichum, Rysum, Simonswolde, Suurhusen-Marienwehr, Tergast, Uphusen, Uttum, Visquard, Twixlum, Westerhusen, Wirdum, Wolthusen, Wybelsum (im Frühjahr 2007 hervorgegangen aus den ehemaligen Synodalverbänden I, II und III)
Synodalverband südliches OstfrieslandDriever, Dykhausen-Neustadtgödens, Esklum, Großwolde, Grotegaste, Ihrenerfeld, Ihrhove, Leer, Loga, Mitling-Mark, Neermoor, Neermoorpolder, Nüttermoor, Papenburg, Veenhusen
Synodalverband RheiderlandBöhmerwold, Bunde, Critzum, Ditzum, Ditzumerverlaat, Hatzum, Holthusen, Jemgum, Kirchborgum, Landschaftspolder, Marienchor, Midlum, Möhlenwarf, Oldendorp-Nendorp, St. Georgiwold, Stapelmoor, Vellage, Weener, Weenermoor, Wymeer
Synodalverband Grafschaft BentheimBad Bentheim, Brandlecht, Emlichheim, Georgsdorf, Gildehaus, Hoogstede, Laar, Lage, Neuenhaus, Nordhorn, Ohne, Schüttorf, Uelsen, Veldhausen, Wilsum
Synodalverband Emsland/OsnabrückBaccum, Freren-Thuine (Evangelische Kirchengemeinde), Lengerich, Lingen, Lünne, Meppen-Schöninghsdorf, Osnabrück, Salzbergen, Schapen
Synodalverband VIIIBremerhaven, Evangelisch-reformierte Kirche in Hamburg, Holßel, Lübeck, Lüneburg-Uelzen, Evangelisch-reformierte Kirche in Mecklenburg, Neuenkirchen, Rekum (Evangelisch-reformierte Kirche in Bremen-Rekum), Ringstedt
Synodalverband PlesseAngerstein (Evangelische Kirchengemeinde), Bovenden-Eddigehausen (Evangelische Kirchengemeinde), Etzenborn, Göttingen (assoziiert), Hann. Münden, Holzerode-Spanbeck-Billingshausen (Evangelische Kirchengemeinde), Mackenrode, Northeim, Reyershausen (Evangelische Kirchengemeinde), Sattenhausen
Synodalverband XBraunschweig, Celle, Hameln-Bad Pyrmont, Hannover, Hildesheim, Möllenbeck, Rinteln, Wolfsburg-Gifhorn-Peine und die Verstreuten Reformierten, die reformierte Diasporagemeinschaft in den Landkreisen Verden, Diepholz und Nienburg
Synodalverband XIBayreuth, Chemnitz-Zwickau, Erlangen, Bad Grönenbach, Herbishofen, Leipzig, Marienheim, München I, München II, Nürnberg, Schwabach, Stuttgart

## Leitung der Kirche
Die „Evangelisch-reformierte Kirche“ kennt keine Hierarchie im eigentlichen Sinne; sie wird vielmehr von der Basis her verwaltet und gibt nur diejenigen Aufgaben an nächsthöhere Instanzen ab, die sie vor Ort nicht erledigen kann. Diese Struktur wird als „presbyterial-synodal“ bezeichnet. In allen Gremien der Kirche sind mehr Laien als Pfarrer vertreten.

Verfassungsschema der Evangelisch-Reformierten Kirche

In den Synoden der Synodalverbände treffen sich die Pfarrer aller zugehörigen Gemeinden und weitere Delegierte der Gemeinden. Sie wählen unter anderem die Delegierten (Synodale) in die Gesamtsynode.
Der Gesamtsynode (bis 1989 Landeskirchentag) obliegt die Leitung der Gesamtkirche. Die Gesamtsynode wird von ihrem Vorsitzenden, dem Präses (bis 1989 Kirchenpräsident), einberufen und geleitet. Sie tagt in der Regel in der Großen Kirche in Emden oder an anderen Orten mit evangelisch-reformierten Gemeinden.
Die Gesamtsynode wählt alle sechs Jahre aus ihrer Mitte das Moderamen der Gesamtsynode (bis 1989 Landeskirchenvorstand), die ständige Vertretung der Gesamtsynode. Die Gesamtsynode wählt für eine Amtszeit von bis zu zwölf Jahren den Kirchenpräsidenten (bis 2004 Landessuperintendent) zur geistlichen Leitung der Landeskirche sowie zur Leitung der landeskirchlichen Verwaltung. Ebenfalls für zwölf Jahre wird ein Jurist zum Vizepräsidenten (bis 2004 Präsident) gewählt. Dem Moderamen gehören neben dem Kirchenpräsidenten, dem Präses der Gesamtsynode und dem Vizepräsidenten sieben weitere Synodale (mehrheitlich Laien) an.

### Heutige Leitungsämter

#### Präsides der Gesamtsynode
Bis 1989 lautete der Titel „Kirchenpräsident“.
- 1925–1931: Johann Nikolaus Ditzen, Kirchenpräsident
- 1931–1946: Johannes Theodor Horn, Kirchenpräsident
- 1946–1953: Friedrich Middendorff, Kirchenpräsident
- 1953–1965: Wilhelm Buitkamp, Kirchenpräsident
- 1965–1972: Udo Heinrich Kruse, Kirchenpräsident
- 1973–1977: Peter Petersen, Kirchenpräsident
- 1977–1999: Hinnerk Schröder, Kirchenpräsident, ab 1989 Präses der Gesamtsynode
- 2000–2013: Garrelt Duin sen., Präses der Gesamtsynode (als erster Nichttheologe zum Präses gewählt)
- 2013–2024: Norbert Nordholt, Präses der Gesamtsynode
- seit 2024: Harm Adam, Präses der Gesamtsynode[12]

#### Kirchenpräsidenten
Das Amt wurde erst zum 1. Mai 2004 neu geschaffen und ersetzt das Amt des Landessuperintendenten.
- 2004–2013: Jann Schmidt
- 2013–2021:  Martin Heimbucher
- 2021–0000: Susanne Bei der Wieden[13]

#### Vizepräsidenten
Das Amt wurde erst zum 1. Mai 2004 neu geschaffen und ersetzt das Amt des Präsidenten.
- 2005–2013: Johann Weusmann
- 2015–0000: Helge Johr

### Frühere Leitungsämter

#### Generalsuperintendenten bzw. Landessuperintendenten
Zum 1. Mai 2004 wurde dieses Amt aufgehoben und durch das Amt des Kirchenpräsidenten ersetzt.
- 1866–1903: Petrus Georg Bartels, Generalsuperintendent
- 1903–1918: Hermann Wilhelm Müller, Generalsuperintendent
- 1918–1927: Gerhard Cöper, Landessuperintendent
- 1927–1951: Walter Hollweg, Landessuperintendent, 1939 zugleich Präsident des Landeskirchenrates
- 1951–1963: Walter Herrenbrück senior, Landessuperintendent
- 1963–1987: Gerhard Nordholt, Landessuperintendent
- 1987–2004: Walter Herrenbrück junior, Landessuperintendent

#### Präsidenten des Landeskirchenrats bzw. Synodalrats
Zum 1. Mai 2004 wurde dieses Amt aufgehoben und durch das Amt des Vizepräsidenten ersetzt.
- 1904–1925: Lümko Iderhoff, Präsident des Konsistoriums in Aurich
- 1925–1937: Otto Koopmann, Präsident des Konsistoriums in Aurich
- 1938             unbesetzt
- 1939–1951: Walter Hollweg, Landessuperintendent, zugleich Präsident des Landeskirchenrates
- 1951–1958: Berthold Fokken, Präsident des Landeskirchenrats, 1946–1951 Vizepräsident
- 1958–1959: kommissarische Leitung durch Landessuperintendent Herrenbrück
- 1959–1969: Hans-Gerhard Dan, Präsident des Landeskirchenrats
- 1969–1994: Winfried Stolz, Präsident des Landeskirchenrats, ab 1989 Präsident des Synodalrats
- 1994–2004: Ernst-Joachim Pagenstecher, Präsident des Synodalrats

## Gesangbücher
Die Gemeinden der Evangelisch-reformierten Kirche singen bzw. sangen in den letzten Jahrzehnten aus einer Vielzahl von Gesangbüchern. Jedes Gebiet, z. T. auch einzelne Gemeinden, hatte ein eigenes Gesangbuch. Größere Verbreitung hatten vor allem die nachfolgend genannten Gesangbücher:
- Hundert evangelische Lieder zunächst für die reformirten Gemeinden in Ostfriesland; Emden 1852
- Gesangbuch für Kirche, Schule und Haus in den reformirten Gemeinden Ostfrieslands, mit Genehmigung der kirchlichen Behörde herausgegeben von dem Cötus der reformirten Prediger; Emden um 1870
- Evangelisch-reformiertes Gesangbuch; herausgegeben im Jahre 1929 von der evangelisch-reformierten Landeskirche der Provinz Hannover; später mit dem Titel „Herausgegeben von der Evang.-reformierten Kirche in Nordwestdeutschland“
- Evangelisches Kirchengesangbuch – Ausgabe für die Evang.-reformierte Kirche in Nordwestdeutschland; Gütersloh u. a.; eingeführt 1969

Ein einheitliches Gesangbuch aller Gemeinden der heutigen Landeskirche wurde erst mit dem jetzigen Evangelischen Gesangbuch eingeführt:
- Evangelisches Gesangbuch – Ausgabe für die Evangelisch-reformierte Kirche (Synode evangelisch-reformierter Kirchen in Bayern und Nordwestdeutschland), die Evangelische-altreformierte Kirche in Niedersachsen, in Gemeinschaft mit der Evangelischen Kirche im Rheinland, der Evangelischen Kirche von Westfalen, der Lippischen Landeskirche, in Gebrauch auch in Gemeinden des Bundes evangelisch-reformierter Kirchen in der Bundesrepublik Deutschland; Gütersloh / Bielefeld / Neukirchen-Vluyn; eingeführt am 1. Advent 1996
- In vielen reformierten Gemeinden ist neben dem regulären Gesangbuch auch heute noch der Genfer Psalter in Gebrauch. Hierbei handelt es sich um Vertonungen der in Reimform gebrachten Texte des alttestamentlichen Psalters aus dem 16. Jahrhundert (Théodore de Bèze, Clément Marot u. a.). Die Melodien sind teilweise Kontrafakturen (zum Beispiel Es sind doch selig alle die für Psalm 36 oder 68), wurden aber auch von zeitgenössischen Komponisten neu geschaffen. Auch wenn der Psalmengesang zurückgeht, so ist er doch traditionell ein zentrales Element der reformierten Kirchenmusik. Ursprünglich – nachdem die Kirchenmusik zunächst teilweise verbannt worden war – sollten nur Psalmen und biblische Gesänge in reformierten Gemeinden gesungen werden. Johannes Calvin wünschte nur einstimmigen Psalmgesang, allerdings erschienen bereits zu seinen Lebzeiten vierstimmige Psalmbearbeitungen durch u. a. Claude Goudimel.[14]

## Presse
Die Evangelisch-reformierte Kirche gibt die vierteljährlich erscheinende Zeitschrift reformiert heraus, die an alle Haushalte, in denen mindestens ein Kirchenmitglied lebt, verschickt wird.